# Lenneradweg
De Lenneradweg (Lennefietsroute) is een langeafstandsfietsroute in Duitsland. De route volgt de Lenne van de bron in het Sauerland tot de monding in de Ruhr nabij Herdecke. Het traject is bewegwijzerd in twee richtingen.

## Traject
De route begint in Winterberg in het Sauerland en voert dan langs de bron van de Lenne op de Kahler Asten. Vanaf de bron volgt ze de rivier naar de monding in de Ruhr nabij Herdecke. In Winterberg kan worden doorgestoken naar Willingen voor de Hessischer Radfernweg R5. Daarnaast start in Winterberg ook de Ruhrtalradweg welke de Ruhr volgt vanaf de bron tot aan de monding in de Rijn nabij Duisburg. In Herdecke sluit de Lenneradweg ook weer aan op de Ruhrtalradweg.
De route voert door het Sauerland. Tussen Schmallenberg en Finnentrop loopt de route parallel met de Sauerland-Radring. In Finnentrop kan ook worden aangesloten op de Ruhr-Sieg-Radweg.  

## Aansluitingen met andere routes
- In Winterberg kan worden aangesloten op de Ruhrtalradweg.
- In Winterberg kan worden doorgestoken naar Willingen waar kan worden aangesloten op de Hessischer Radfernweg R5.
- Tussen Schmallenberg en Finnentrop loopt de route parallel met de Sauerland-Radring.
- In Finnentrop kan worden aangesloten op de Ruhr-Sieg-Radweg.
- In Herdecke kan worden aangesloten op de Ruhrtalradweg.
- Op elk willekeurig punt kan gebruik worden gemaakt van het fietsroutenetwerk ter plaatse.